# Michela Quattrociocche
Michela Quattrociocche (Rome, 3 december 1988) is een Italiaans actrice, die vooral bekend is geworden door haar rol in Federico Moccia's Scusa ma ti chiamo amore.
Ze is de vrouw van voetballer Alberto Aquilani.
- Biblioteca Nacional de España: XX5006159
- Istituto Centrale per il Catalogo Unico: MODV595028
- Virtual International Authority File: 137852594
- WorldCat: E39PBJv8BYYYqt63m98PvBrcyd